# تطهير مياه المسابح

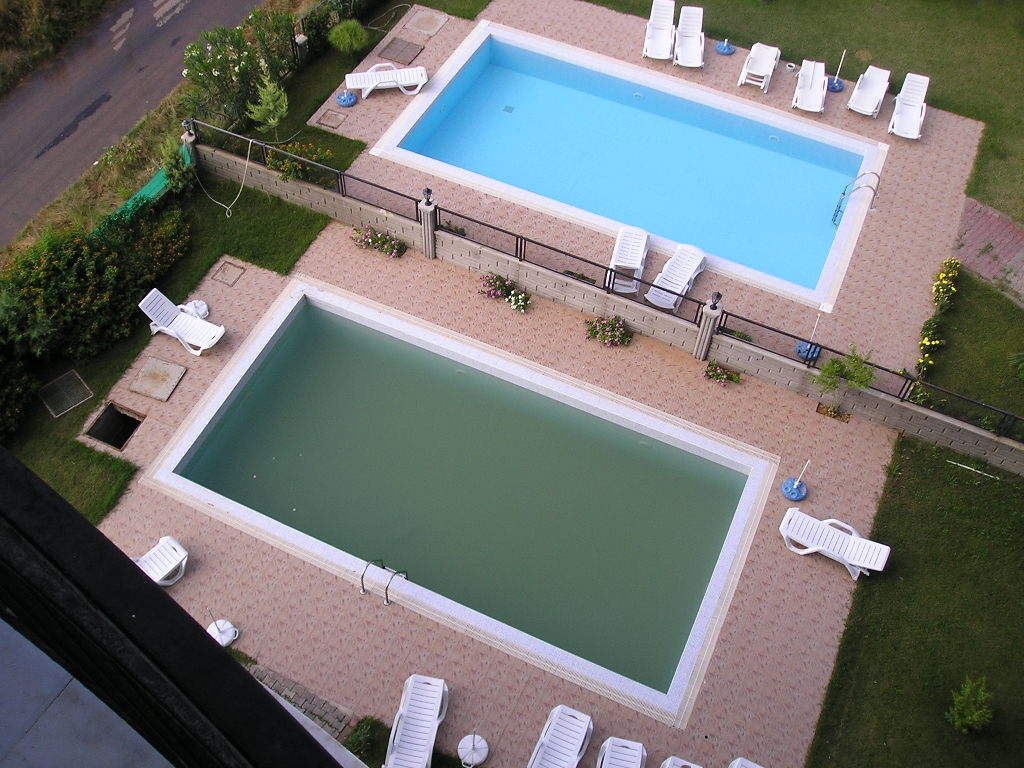
يلاحظ الفرق بين مياه المسبح النقية وبين العكرة

تطهير مياه المسابح هي العملية التي تضمن أن تكون المياه في المسابح، إن كانت على شكل حوض أو بركة، في حالة نقية خالية من العوامل الممرضة.
تستخدم عادةً محاليل الكلور المائية ومركباته في تطهير مياه المسابح.
تتصجر الهيئات الحكومية عادة ضوابط وقوانين تخص الشروط التي ينبغي أن تكون عليها حالة مياه المسابح؛ كما تقوم المنظمات الدولية أيضاً، مثل منظمة الصحة العالمية، بإصدار توصيات في هذا الخصوص.